# Стайков, Бланка
Бланка Стайков (пол. Blanka Stajkow; род. 23 мая 1999, Щецин) — польская певица и модель. Представительница Польши на конкурсе песни «Евровидение-2023» с песней «Solo», заняла 19 место.

## Ранняя жизнь
Стайков родилась в Щецине в семье польской матери и болгарского отца. По словам Стайков, ни у кого из её родителей нет музыкального образования. Её мать с раннего возраста поощряла её заниматься различными видами деятельности, в том числе присоединяться к танцевальным группам диско и посещать музыкальные школы. В интервью Стайков упомянула, что по утрам её мать всегда включала либо MTV, либо Trace Urban, что побудило её заняться музыкальной индустрией.
В возрасте 13 лет она решила записать и выпустить свой первый сингл «Strong Enough».

## Карьера

### Топ-модельи Warner Music Poland (2021—2022)
В 2021 году она приняла участие в польском реалити-шоу «Топ-модель». Во время шоу она официально выпустила свой первый официальный сингл «Better». В следующем году она подписала контракт с Warner Music Poland и выпустила свой второй сингл «Solo».

### Евровидение-2023
15 февраля 2023 года Стайков была объявлена одной из десяти участниц, которые будут участвовать в польском отборе Tu bije serce Europy! Wybieramy hit na Eurowizję со своей ранее выпущенной песней «Solo». Она выиграла конкурс, получив максимальное количество баллов от жюри и заняв второе место в публичном голосовании